# 国民革命军第88师
國民革命軍第八十八師是國民革命軍所下辖的軍事組織，為南京國民政府下轄部隊中之精銳，以德式師聞名後世。

## 簡介
國民革命軍序列中88師最早是馮玉祥主導的國民軍系統使用，在民國十七年（1928）國民革命軍北伐第二階段時，曾將方振武統帥的國民五軍第1師擴編為國民革命軍第三十四軍，旗下部隊被命名為國民革命軍第88師、89師、90師。但是在東北易幟，部隊縮編後，三十四軍的88師也被撤銷改名為國民革命軍第130旅，此後即與該番號無關。
後世為人所知的88師，編制最早可追溯回黃埔軍校開辦初的衛兵隊，負責蔣中正的貼身隨衛任務。該部隊後來擴編為黃埔軍校特務營、國民革命軍總司令部警衛團、國民政府首都警衛司令部。基本上，該師在抗戰前與蔣中正最核心的禁衛武力畫上等號。
首都警衛司令部在民國十九年（1930）與黃埔軍校教導第1師合併，改名首都警衛師，編制有8個步兵團、1個砲兵團與相關的附加單位，整體戰力將近2萬人。由於部隊量體過大，後來進行重編。教導第一師的3個團更名為警衛第1旅、警備司令部第1、2、5團更名為警衛第2旅、警備司令部第3、4團則更名為特務第1、2團。
民國二十年（1931）3月，警備旅擴編成警衛師，原本僅有3步兵團的編裝擴編為4步兵團制。在九一八事變後蔣中正辭職下台由廣東系國民黨人主政，原先與蔣關係緊密的警衛師被國民革命軍第十九路軍替換南京守備任務，因此在同年年底改名。警衛第1師更名為國民革命軍第87師、警衛第2師更名為國民革命軍第88師、警衛師的補充旅則改編成國民革命軍第36師，但仍駐防在南京周圍。這3個師在南京國民政府中央軍系中又屬於與蔣中正紐帶更緊密的嫡系部隊。

## 作戰
88師命名後第一次遭遇的大型戰爭是民國二十二年（1932）的一·二八事變，戰役期間88師編入國民革命軍第五軍，在2月14日增援十九路軍，編入左翼軍與日軍作戰。該役指揮的師長余濟時回憶88師戰死1,091人、戰傷2,128人，損失整師約四分之一左右的部隊。同年中，編入與中國共產黨作戰部隊，劃入國民革命軍第十三軍序列。但尚未投入作戰前，十三軍即因華北戰況危急改北調投入長城戰役。
長城戰役後，88師歸建南京。民國二十三年（1934）開始接受德國顧問團的整軍教育。
松滬會戰撤退階段，在蔣中正的要求下88師曾被命令殘部全數投入四行倉庫保衛戰，用以增加國外同情。但最後在前線指揮官討論評估後只留下一個加強營的部隊駐防，該單位為262旅524團第1營，營長謝晉元，後以八百壮士聞名中外。
松滬會戰撤退後，88師在南京整補，最後在僅存6,000人的情況下再度投入南京保衛戰，負擔雨花台、光華門一帶的防禦。在該役中88師262旅旅長朱赤和264旅旅長高致嵩、262旅副旅長華品章、262旅524團團長韓憲元等人戰死，6,000殘軍僅有500-1000人左右成功撤離。然此役第88師僅以6,000人兵力力抗日軍4萬人強攻，卻能以寡擊眾痛擊兵力與火力佔絕對優勢的敵軍，僅日軍第6師團就在12月11日當天被第88師與配屬友軍擊斃8名中隊長，第114師團僅下屬的第115步兵聯隊第3大隊就在12月10日至13日投入716名兵力參戰，結果被第88師擊斃38人且有145人輕重傷，該師團另一步兵聯隊第150步兵聯隊則在12月10日至13日投入2,236名兵力參戰，結果被第88師擊斃55人且被擊傷148人，南京保衛戰當中國軍總共擊斃日軍中尉以上軍官至少27名，其中有16名是被第88師及其配屬單位所擊斃，其中軍銜最高者為日軍野戰重砲兵第14聯隊聯隊長井手龍男大佐（於金陵兵工廠被第88師官兵以迫擊砲擊斃，死後被追贈少將），足見第88師作戰之剽悍與師長孫元良指揮之優異。
南京防衛戰後，88師以突圍的1000多人殘軍進行重建，軍委會在民國二十七年（1938）2月將國民革命軍預備第1師補入88師恢復編裝，孫元良遭撤職，師長由預1師師長龍慕韓接任。但是因蘭封會戰時88師在5月23日隨著桂永清指揮的國民革命軍第二十七軍撤守，龍慕韓因此在5月24日遭到逮捕，6月17日軍審宣判因作戰不利槍決。而88師在棄守蘭封後被下令反攻蘭封城，在5月25日起與87師一同與日軍交戰，後因無力持續撤守。7月，鐘彬接任88師師長。
同年8月，88師在國民革命軍第七十一軍序列下投入武漢會戰，在9月在富金山與日軍第13師團交戰，並在該地阻滯13師團10日攻勢，為富金山戰役。該戰役作戰期間信陽市失守，且七十一軍同時抵抗日軍二個師團攻勢損失過重，軍委會因此下令七十一軍後撤，該役結束後88師僅存1,000餘人，因遭重創再度後撤整補，此後進行整編縮小為三團制步兵師，原262、264旅縮編為262、264團，增設263團編制。在民國二十八年（1939）4月鐘彬調職至中央軍校第一分校（漢中分校）校長，由楊彬接任師長。
民國三十一年（1942）3月，胡家驥替換楊彬出任代理師長，10月卸任。
88師再度投入戰場是在滇西緬北戰役中，七十一軍作為龍陵戰役的主攻部隊。88師的主攻路線是龍陵城東南郊，在民國三十三年（1944）6月與日軍在猛嶺坡進行拉鋸戰，88師263團最後以整團傷亡超過500人的代價佔領該地，確保了龍陵城外的制高點。
1946年3月，87师和88师在71军建制里进入东北，先后参加了本溪、四平之战，随后即驻军四平。
1947年5月，71军在北援怀德途中，在大黑林子地区遭到解放军歼灭性打击，88师几乎被全歼，87师也遭到重创。但是仅仅一个月后的6月，87师和88师再次显示了精锐主力的本色，作为四平防御的中坚（四平守军为87师全部、88师余部、国民革命军第13军54师两个团和六个保安团等部），顶住了解放军七个步兵师和两个炮兵团的猛攻，坚守四平十五天，直到援军到达。
1947年12月，71军奉命留88师守四平，军部率主力87师和91师驰援沈阳。1948年2月，解放军猛攻四平，此时的88师已是经过两次歼灭性打击后又两次重建的部队，战斗力已不可同日而语，除师长彭锷率少数人逃脱外，几乎被全歼。1948年7月，彭锷在锦州地区重建88师，归国民革命军新编第八军（新8军）建制。
1948年9月，刚刚重建的88师在锦州被全歼，师长黄徵被俘。
1948年10月，87师在71军建制里编入廖耀湘的西进兵团，从沈阳驰援锦州，结果在辽西地区遭到覆没，师长黄炎被俘。至此，71军在东北全军覆没。
1948年12月，原71军军长陈明仁（时任华中剿总副总司令、武汉警备司令兼第一兵团司令官）在长沙重建71军（下辖第87和第88师），军长熊新民（原71军副军长）。1949年8月，陈明仁和程潜宣布长沙易幟，熊新民率71军军部，第87师和88师脱离投共部队，南下投奔白崇禧。
1949年12月，进军广西的解放军西路军之中国人民解放军第39军于12月6日广西大塘圩地区截击并全歼87师，俘虏包括正副师长在内约4,000人。12月8日，乘胜追击的解放军第39军又攻取上思，歼灭71军直属部队及88师一部，俘虏3,000人。12月9日，解放军39军继续挥师南下，于那隆地区追歼71军军部及88师余部，军长熊新民被俘。至此重建的71军彻底覆没，87师与88师最终在广西边境地区全军覆灭。

## 戰鬥序列（1937年）
全师总兵力约1.4万人

### 师直属部队[10]
1个山炮营（12门75毫米山炮）
1个战防炮连（4门37毫米战防炮）
1个高射炮连（4门20毫米高射炮）
1个工兵营
1个通信营（2个有线通信连，1个无线通信排）
1个辎重营
1个特务营
1个卫生队（平时为师医院）

### 步兵旅
旅辖2个步兵团：
团直属部队：
1个迫击炮连（6门83毫米迫击炮）
1个小炮连（6门20毫米机关炮）
1个通信连
1个特务连
团辖3个步兵营：
步兵营直属部队：
1个机炮连（6挺重机枪，2门82毫米迫击炮）
营辖3个步兵连：
连辖3个步兵排：
排辖3个班（每排3挺轻机枪，30支步枪）

### 2个补充团
采用换装德式装备时淘汰下来的旧式装备。

### 军官[11][12]
（1931年12月由原国民警卫第2师改编，1936年12月完成整编，1936年10月获颁军旗）1931年12月，蒋介石在内外压力下宣布下野，他的警卫部队自然也就失去了警卫师的荣耀头衔，警卫第1师和第2师分别改称第87师和第88师。
第87师师长张治中，副师长王敬久，参谋长徐培根。
第88师师长俞济时(任期1932年1月-1933年1月)，副师长李延年，参谋长宣铁吾。
而第36师与上述两师有着极深厚的渊源，1933年9月，正是在第87师和88师两个师的补充旅共四个团基础上，组建了第36师；师长宋希濂，副师长钟彬，参谋长向贤矩。
1932年，第一次淞沪会战爆发，日本海军及陆战队侵入上海，88师被编入第五军序列增援十九路军亦迎战日军。该役国军以少胜多，逼使日军四易主帅，多次增兵增援。五月五日中日定约停战。
1933年1月，原第八十七师第二五九旅旅长孙元良擢升为第八十八师师长。
师长孙元良(1933年1月-1937年12月)，副师长冯圣法，参谋长张柏亭；
第262旅旅长朱赤，辖第523团吴求剑；第524团团长韩宪元（37年12月12日同旅长朱赤牺牲于南京雨花台）、团副谢晋元（1941年4月被叛徒刺杀于上海），一营营长杨瑞符。
第264旅旅长黄梅兴（37年8月14日淞沪会战中牺牲）高致嵩（南京保卫战牺牲于南京雨花台），辖第527团廖龄奇，团副钟学栋、第528团朱赤。

## 主要装备
据称，抗日时候有布胶鞋和皮鞋穿，但是没有穿长统皮靴的。除了高级军官(校官以上)，有的会自已购置靴子穿。军服主要是棉布的，不同于德军，一直用的是呢质。不过一位老兵万方澄回忆，当时冬天也有呢军服、呢大衣，春秋有驼绒夹衣，夏天是卡其短袖衫裤。军官的确是有呢质的军服。钢盔用的德国是1935年式，这点和德军相同。水壶为木塞盖子，椭圆形，日式则有一个平底。早期德式与此相似，至1934年装备组始换为金属旋上的盖子。中式持续使用肩背带，与后期德式挂在腰带上不同； 这是当时中国部队普遍仿制或采购的一种装备，并不是因德式训练才有的。干粮袋(杂物袋)也是用背带跨肩，德式早期也是如此，后来才改系在腰带上。单兵用的弹带是帆布制的长形弹带，德军除了后来的伞兵之外，一直用的是皮制弹包。中式一般有两种，一为由肩上斜绕一周至腰间再绕一圈，这是一长条而不是两条，最后以布条打结系在腰间，这一种弹带有将近二十个弹包，是各部队主要使用的形式，这个设计最普遍， 而且在整个抗战期间都没有什么改变。也有两条较短型式的，有的在胸前交叉，有如X型，有的由两肩挂下，如同V字，当然也有肩上一条，腰上一条的用法。步枪国军用的是中正式或是进口的德制毛瑟系列步枪。但不是德国的K98k，而是1924年式标准型(Standard Modell)。刺刀都在50cm以上，尤其是中正式，因为枪短，刺刀长达57.5公分。轻机枪是捷克式ZB26。3排6挺轻机枪分配情况：一连三排九班，一个班一挺。当时这几个部队的步兵班，人数应该是在14人左右，其中有火力组(轻机枪组)、冲锋组(步枪组)的分别。重机枪是二四式，仿马克沁水冷机枪。每一个步兵营有一个重机枪连。手枪用的最多的是毛瑟C96手槍。